# Bagadó
Bagadó – miasto w Kolumbii, w departamencie Chocó.